# مبارزه تن به تن
مبارزه تن به تن (انگلیسی: Hand-to-hand combat) (نبرد پنجه در پنجه، پنجه افکندن) یک درگیری فیزیکی کشنده یا غیر کشنده بین دو یا چند نفر در محدوده بسیار کوتاه (فاصله گلاویز شدن یا در محدوده فیزیکی لازم برای استفاده سلاح دستی) است که شامل استفاده از سلاح‌های دوربرد نمی‌شود.
مبارزه  در حالی که عبارت «پنجه در پنجه» به نظر می‌رسد به مبارزه غیر مسلحانه اشاره دارد، این اصطلاح عمومی است و ممکن است شامل استفاده از سلاح‌های سرد مانند چاقو، چوب، باتون، نیزه یا سلاح‌های دست‌ساز مانند ابزارهای چند منظوره باشد. در حالی که مبارزه تن به تن به طور عمده به تعامل با مبارزان در میدان جنگ اشاره می‌کند، همچنین می‌تواند به هر گونه درگیری فیزیکی شخصی توسط دو یا چند نفر از جمله افسران انتظامی، غیرنظامیان و مجرمان اشاره کند.
مبارزه در داخل محدوده‌های نزدیک (در محدوده ای کمی فراتر از گلاویز شدن) معمولاً مبارزه نزدیک یا مبارزه در محدوده نزدیک نامیده می‌شود. این شکل از مبارزه ممکن است شامل سلاح‌های کشنده و غیر کشنده بسته به محدودیت‌های اعمال شده توسط قانون غیر نظامی، قوانین نظامی درگیری یا ملاحظات اخلاقی باشد. مبارزه نزدیک با استفاده از اسلحه گرم یا دیگر سلاح‌های با فاصله توسط رزمندگان نظامی در سطح تاکتیکی، به تازگی با عنوان نبرد در محدوده نزدیک تعریف می‌شود. ارتش ایالات متحده از اصطلاح فنون درگیری برای توصیف روشهای گوناگون نظامی مورد استفاده در آموزش مبارزه تن به تن استفاده می‌کند، روشهایی که ممکن است از تکنیکهای ترکیب از هنرهای رزمی و ورزش‌های مبارزه ای بهره ببرند.

## تاریخ
مبارزه تن به تن قدیمی‌ترین شکل مبارزه شناخته شده‌است. اکثر فرهنگ‌ها تاریخ خاص خود را در رابطه با مبارزه نزدیک و همچنین روش‌های مخصوص به خود را برای تمرین این مبارزات دارند. انواع مختلفی هنرهای رزمی، از جمله بوکس و کشتی وجود دارند. سایر گونه‌ها به طور مثال شامل نبرد گلادیاتورها در رم باستان و رویدادهای مسابقات قرون وسطایی مانند جنگ شوالیه‌ها می‌شوند.
سازمان‌های نظامی همیشه نوعی مبارزه مسلحانه بدون سلاح را برای آمادگی و بعنوان مکمل مبارزه مسلحانه آموزش داده‌اند. سربازان در چین از اوایل دوره سلسله ژو (۱۰۲۲ میلادی تا ۲۵۶ سال قبل از میلاد) آموزش مبارزه بدون سلاح می‌دیده‌اند.
علیرغم تغییرات عمده تکنولوژیکی مانند استفاده از باروت، مسلسل در جنگ روسیه و ژاپن و جنگ زرهی جنگ جهانی اول، روش‌های مبارزه تن به تن مانند سرنیزه در آموزش نظامی مدرن رایج ماندند، اگرچه اهمیت آموزش رسمی آنها پس از سال ۱۹۱۸ کاهش یافت به طوری که در سال ۱۹۴۴، برخی از اسلحه‌های آلمان بدون محل اتصال سرنیزه تولید می‌شدند.

### تکنیک‌های مدرن نبرد تن به تن

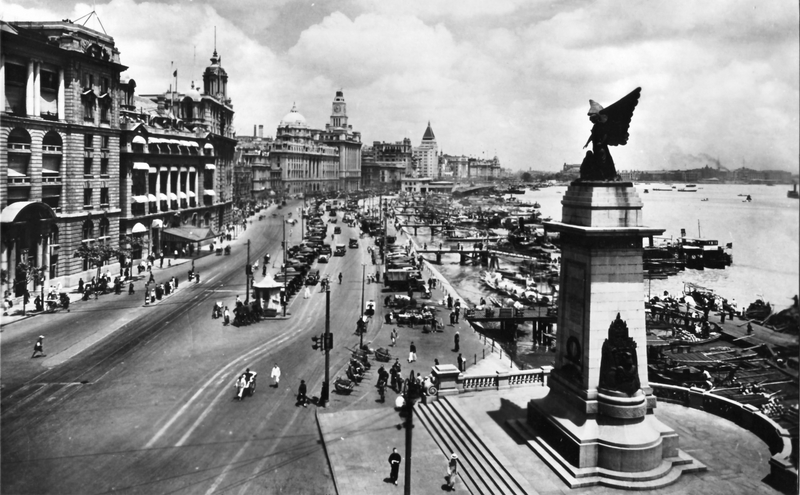
مرکز حل و فصل بین‌المللی شانگهای، ۱۹۲۸.

نبرد در محدوده‌های نزدیک (CQC)، یا فنون درگیری جنگ جهانی دوم، عمدتاً توسط ویلیام اوارارت فیربیرن و اریک آنتونی سیکز معرفی شدند. آنها که از روی نام چاقوی نبرد فربرن-سیکز هم شناخته می‌شوند، در پلیس شهری شانگهای وابسته به مرکز حل و فصل بین‌المللی (۱۸۵۴–۱۹۴۳) واقع در شانگهای در دهه ۱۹۲۰ کار می‌کرده‌اند، این شهر عموماً به عنوان خطرناک‌ترین شهر بندری جهان شناخته می‌شد. به این دلیل که در آن تجارت سنگین تریاک توسط جرایم سازمان یافته (باندهای زیرزمینی چینی)انجام می‌شد. نبرد در محدوده‌های نزدیک از ترکیبی از جودو، جوجوتسو، بوکس، ساواته، کشتی و مبارزه خیابانی مشتق شده بود.
پس از شورش‌های جنبش سی ام مه، که منجر به قتل‌عام پلیس شد، فیربیرن مسئول تشکیل یک جوخه کمکی برای کنترل شورش و عملیات پلیسی تهاجمی شد. پس از جذب مناسب‌ترین عناصر از انواع متخصصان هنر رزمی، از چین، ژاپن و دیگر نقاط، این هنر را به یک سیستم مبارزه عملی تبدیل کرد که آنرا دفندو نامید. او و تیم پلیس او در این خیابان‌های شانگهای این مهارت‌ها را آزمایش کردند. خود فیربیرن سیستم مبارزه خود را به طور مؤثر در بیش از ۲۰۰۰ برخورد مستند شده، از جمله بیش از ۶۰۰ درگیری مرگبار استفاده نمود. هدف سیستم مبارزه او به طور ساده این بود:موثر بودن به روش وحشیانه تا آخرین حدممکن. همچنین روش او بر خلاف هنرهای رزمی سنتی شرقی که سال‌ها تمرین فشرده نیاز داشت، می‌توانست نسبتاً سریع به نیروهای جدید آموزش داده شود. این روش شامل آموزش تیراندازی‌های نقطه ای و تکنیک‌های مبارزه با سلاح گرم و همچنین استفاده مؤثر از سلاح‌های موردی مانند صندلی‌ها یا پایه‌های میز است.
در طی جنگ جهانی دوم، فیربیرن به انگلیس بازگردانده شد و پس از اثبات اثربخشی تکنیک‌هایش برای آموزش روش رزمی اش به کماندوهای بریتانیایی استخدام شد. در طول این دوره، "روش شانگهای" خود را به روش "روش کشتن خاموش در نبرد محدوده نزدیک" برای استفاده در کاربردهای نظامی توسعه داد. این روش تبدیل به روش مبارزه استاندارد برای همه پرسنل عملیات ویژه بریتانیا شد. او همچنین چاقوی نبرد فربرن-سیکز را طراحی کرد که برای استفاده نیروهای ویژه انگلیسی و آمریکایی به کار گرفته شد. وی در سال ۱۹۴۲، یک کتاب درسی برای تمرینات رزمی نزدیک به نام " Get Tough" (سرسخت باش) منتشر کرد.
افسران ارتش ایالات متحده آمریکا، رکس اپلگیت و آنتونی بیدل، روش‌های فیربیرن را در مرکز آموزشی در اسکاتلند آموختند و برنامه ای را برای آموزش کارکنان اداره سرویسهای استراتژیک در یک اردوگاه تازه تأسیس در نزدیکی دریاچه انتاریو در کانادا راه اندازی کردند. اپلگیت شرح کار خود را در سال ۱۹۴۳ با نام " Kill or Get Killed" (بکش یا کشته بشو) منتشر کرد. در طول جنگ، کماندوهای انگلیسی، تیپ شیطان، اداره سرویسهای استراتژیک OSS،  رنجرهای ایالات متحده ارتش و مهاجمان نیروی دریایی این آموزشها را دیدند.
دیگر سیستم‌های مبارزه ای که در جاهای دیگر برای مبارزه نظامی طراحی شده بودند، از جمله یونی فایت اروپایی، سامبو اتحاد جماهیر شوروی / روسیه، مبارزه تن به تن ارتشی، سانشو /ساندای نظامی چینی ،کاپاپ وکراو ماگای اسرائیل معرفی شدند. گستردگی و سبک آموزش رزمی تن به تن اغلب بر اساس نیاز موجود تغییر می‌کند. واحدهای نخبگان مانند نیروهای ویژه و واحدهای کماندوی ترجیح می‌دهند تأکید بیشتری بر آموزش رزمی تن به تن داشته باشند.
گرچه پس از جنگ جهانی دوم، مبارزه تن به تن در بیشتر نیروهای نظامی اهمیت کمتری یافت، درگیری‌های شورشگری مانند جنگ ویتنام ،درگیری‌های اعمال قانون و جنگ‌های شهری به بسیاری از ارتش‌ها هشدار می‌دهند که توجه بیشتری به این نوع مبارزه داشته باشند. هر گاه در این نوع مبارزه از اسلحه‌های کوچک طراحی شده برای مبارزه نزدیک هم استفاده شود، چناچه در سطح دسته یا جوخه باشد اغلب به آن جنگ در محدوده نزدیک (CQB) گفته می‌شود و چنانچه در سطوح تاکتیکی بالاتر باشد به آن "عملیات نظامی در قلمرو شهری" (MOUT) گفته می‌شود.

## استفاده مدرن

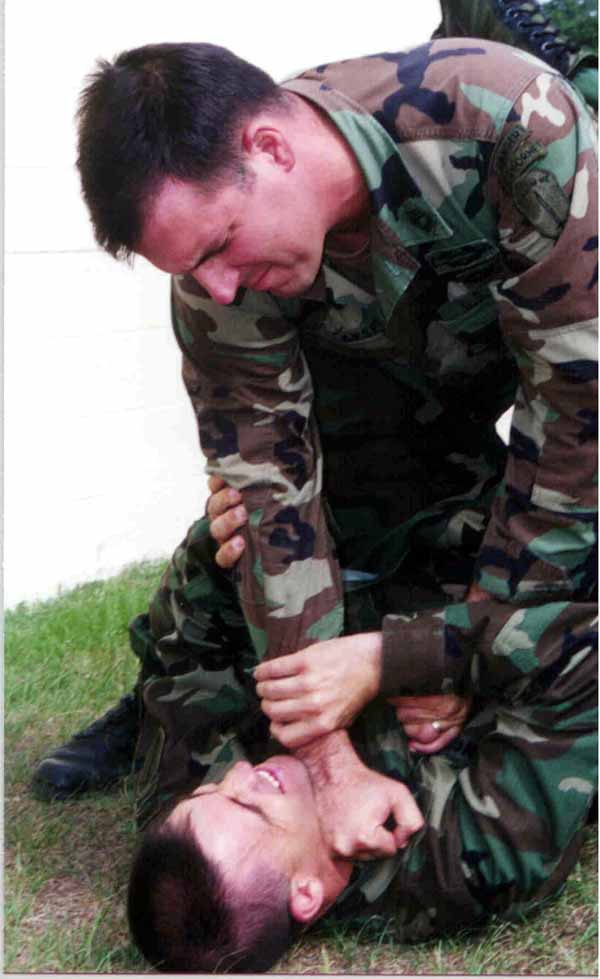
خفه کردن در آموزش مبارزه تن به تن نمایش داده می‌شود.

### سیستم‌های نظامی
- در سال ۲۰۰۲، ارتش ایالات متحده برنامه آموزشی فنون درگیری مدرن  ارتش ایالات متحده (MAC) را با انتشار کتابچه راهنمای ارتش ایالات متحده (FM 3-25.150) و ایجاد مدرسه فنون درگیری ارتش ایالات متحده در فورت بنینگ جورجیا راه اندازی کرد.[مبارزه تن به تن ۴]
- نیروی هوایی ایالات متحده در اوایل سال ۲۰۰۸ فنون درگیری مدرن ارتش ایالات متحده (MAC) رابه عنوان سیستم مبارزه تن به تن تصویب کرد.[مبارزه تن به تن ۵]
- در سپاه پاسداران دریایی ایالات متحده، در سال ۲۰۰۲ برنامه هنرهای رزمی تفنگداران دریایی ایالات متحده (MCMAP) جایگزین سیستم مبارزه لاین سپاه دریایی گردید. هر تفنگدار دریایی یک کتابچه دارد که در آن آموزشهای خود را ثبت می‌کند و همچنین یک کمربند رنگی (بلوطی، خاکستری، سبز، قهوه ای و سیاه به ترتیب اولویت) برای نشان دادن تجربه و سطح مهارت، که شبیه به بسیاری از هنرهای رزمی آسیایی است.

## نبردهای پنجه در پنجه تاریخی
- نبرد اسندلانا در تاریخ ۲۲ ژانویه ۱۸۷۹، اولین نبرد در جنگ انگلیس-زولو، زمانی که بریتانیا مهمات خود را تمام کرد به جنگ تن به تن تبدیل شد که به پیروزی قاطع زولو‌ها بر ارتش مدرن بریتانیا منجر شد.
- در ۲۲ اکتبر ۱۹۸۶، در محاصره زندان پودو، اقدام واحد عملیات ویژه (واحد عملیات ویژه پلیس سلطنتی مالزی) پس از اینکه نخست‌وزیر مالزی دستور رسیدگی به این پرونده را صادر کرد، بدون استفاده از سلاح گرم، منجر به نبرد تن به تن با استفاده از باتون و عصاهای خیزرانی شد.  نتیجه این نبرد، پیروزی برای پلیس بود و پنج زندانی که در زندان پودو گروگانگیری کرده بودند، دستگیر شدند.

### برای مطالعهٔ بیشتر
- بستن مبارزه (MCRP 3-02B), USMC، فوریه ۱۹۹۹. تجاری شابک ‎۱−۵۸۱۶۰−۰۷۳−۹ شابک ‎۱−۵۸۱۶۰−۰۷۳−۹ شابک ‎۱−۵۸۱۶۰−۰۷۳−۹ 1-58160-073-9
- دشوار توسط ویلیام ای. فیربیرن، ۱۹۴۲. جزئیات روش‌های کماندوی پایه چاپ مجدد شابک ‎۰−۸۷۳۶۴−۰۰۲−۰ شابک ‎۰−۸۷۳۶۴−۰۰۲−۰ شابک ‎۰−۸۷۳۶۴−۰۰۲−۰ 0-87364-002-0
- کشته یا کشته شده توسط رکس اپلگیت، ۱۹۴۳. به طور گسترده در ایالات متحده آمریکا از سال ۱۹۹۱ به عنوان FMFRP 12-80 توزیع شده‌است. شابک ‎۰−۸۷۳۶۴−۰۸۴−۵ شابک ‎۰−۸۷۳۶۴−۰۸۴−۵ شابک ‎۰−۸۷۳۶۴−۰۸۴−۵ 0-87364-084-5
- در جستجوی روح رزمی: آموزش ریاضیات آگاهی به برتس سبز توسط ریچارد استروزی هکلر. نسخه سوم شابک ‎۱−۵۵۶۴۳−۴۲۵−۱ شابک ‎۱−۵۵۶۴۳−۴۲۵−۱ شابک ‎۱−۵۵۶۴۳−۴۲۵−۱ 1-55643-425-1
- ناوگان نیروی دریایی (FMFM) 0-7، مبارزه با بستر، USMC، ژوئیه ۱۹۹۳.
- ترکیبات: FM 3-25.150 مجدداً بازنویسی مجله ۲۰۰۲ ارتش ایالات متحده شامل جیو جیتسو برزیل است. شابک ‎۱−۵۸۱۶۰−۴۴۸−۳ شابک ‎۱−۵۸۱۶۰−۴۴۸−۳ شابک ‎۱−۵۸۱۶۰−۴۴۸−۳ 1-58160-448-3